# Bay (Arkansas)
Bay é uma cidade localizada no estado americano de Arkansas, no Condado de Craighead.

## Demografia
Segundo o censo americano de 2000, a sua população era de 1 800 habitantes. 
Em 2006, foi estimada uma população de 1 969, um aumento de 169 (9.4%).

## Geografia
De acordo com o United States Census Bureau, a localidade tem uma área de 8,7 km², sem área coberta por água.

## Localidades na vizinhança
O diagrama seguinte representa as localidades num raio de 24 km ao redor de Bay. 